# 圆通寺 (昆明市)
圆通寺是云南省昆明市的一座佛教寺院，位于五华区华山街道圆通街42号、圆通山南麓，始建于南诏，重建于元代，现今是昆明城内最大的佛寺，是云南省、昆明市佛教协会所在地。寺内有大乘佛教、上座部佛教和藏传佛教三派的佛殿，以大乘佛教为主。

## 历史
圆通寺初名“补陀罗寺”，据元延祐七年（1320年）《创修圆通寺记》记载，其始建于南诏时期，民间传闻中建寺目的是镇蛟龙祸患；寺名“补陀罗”即观音菩萨道场补怛洛伽山，据此可推断该寺兴建之初即为观音道场，供奉观音菩萨。南宋宝祐三年（1255年）元世祖南征时，补陀罗寺毁于兵火。元大德五年（1301年），云南行中书省左丞阿昔思决定重建，延祐六年（1319年）建成，并以观音名号“圆通”命名，更名为“圆通寺”，当时有观音大士殿、藏经阁、圆通宝殿、钟鼓楼和两座佛塔等建筑。明洪武十五年（1382年）扩建昆明城，圆通寺始被圈入城内。永乐元年（1403年）、景泰四年（1453年）、成化十九年（1483年）、嘉靖十四年（1535年）曾多次进行修缮。清康熙七年（1668年），平西王吴三桂主持大规模扩建，将山门南移百步至圆通街街面，新建圆通胜境牌坊、天王宝殿、八角弥勒殿。康熙二十四年（1685年），云贵总督蔡毓荣修葺。同治十年（1871年）圆通寺发大水，部分建筑、佛像受损；光绪十一年（1885年）重修。
1950年，圆通寺被军方接管，交由圆通公园管理。“文化大革命”期间，由昆明市人民防空办公室占用，并在寺后溶洞修筑人防工程。1975年交还市城建局管理时寺内花木无存，建筑受损；1976年起修复，1979年10月重新对外开放。1984年5月25日，移交昆明市宗教事务处管理。2004年3月，历时6年、斥资900余万元的修缮工程基本完工。
1983年3月，圆通寺被公布为第一批昆明市文物保护单位；1983年4月，被列为汉族地区佛教全国重点寺院；1998年11月，被公布为第五批云南省文物保护单位。

## 建筑
圆通寺坐北向南，北靠圆通山（旧称螺峰山），南临圆通街，占地面积12,767平方米。寺庙依地势而建，为中国罕见的倒坡式布局，山门地势高而正殿地势低；中轴线上自南而北依次为山门、圆通胜境坊、龙华宝殿、八角亭、圆通宝殿、铜佛殿等。
圆通胜境坊建于清康熙七年（1668年），是三门四柱的砖木结构牌坊。
龙华宝殿内为弥勒菩萨、四大天王。龙华宝殿与圆通宝殿之间为放生池，池中央为重檐攒尖顶的八角亭，正中供奉二十四臂觀音菩薩立像。八角亭南北各以三孔汉白玉石拱桥连接两岸，池两侧又设有抄手游廊，布局有唐代水榭式佛殿和池塘院落风格。
圆通宝殿面阔七开间，重檐歇山顶，金橙色琉璃瓦。圆通宝殿原供奉观世音菩萨，但同治十年（1871年）塑像在大水中毁损，光绪年间重修时，改奉释迦牟尼三身佛，而将观音像移入八角亭中。殿内东西两侧则塑有十二圆觉、二十四诸天及十方菩萨，三身佛背面则是西方三圣、兰谷和尚、马保将军。
圆通宝殿东侧有藏传佛教的普光明殿，供奉大日如来，两旁为莲花生、宗喀巴。
圆通宝殿之后有长300余米的石壁，称衲霞屏（又称盘坤岩、明月石、瞻啸岩），石壁上有历代摩崖石刻，沿峭壁有“采芝径”至山顶，与昆明动物园连通。圆通宝殿后曾有元代咒蛟台，1985年为迎奉泰国佛教协会赠送的释迦牟尼铜像，在咒蛟台原址增建泰式的铜佛殿，1990年10月竣工。

## 图集

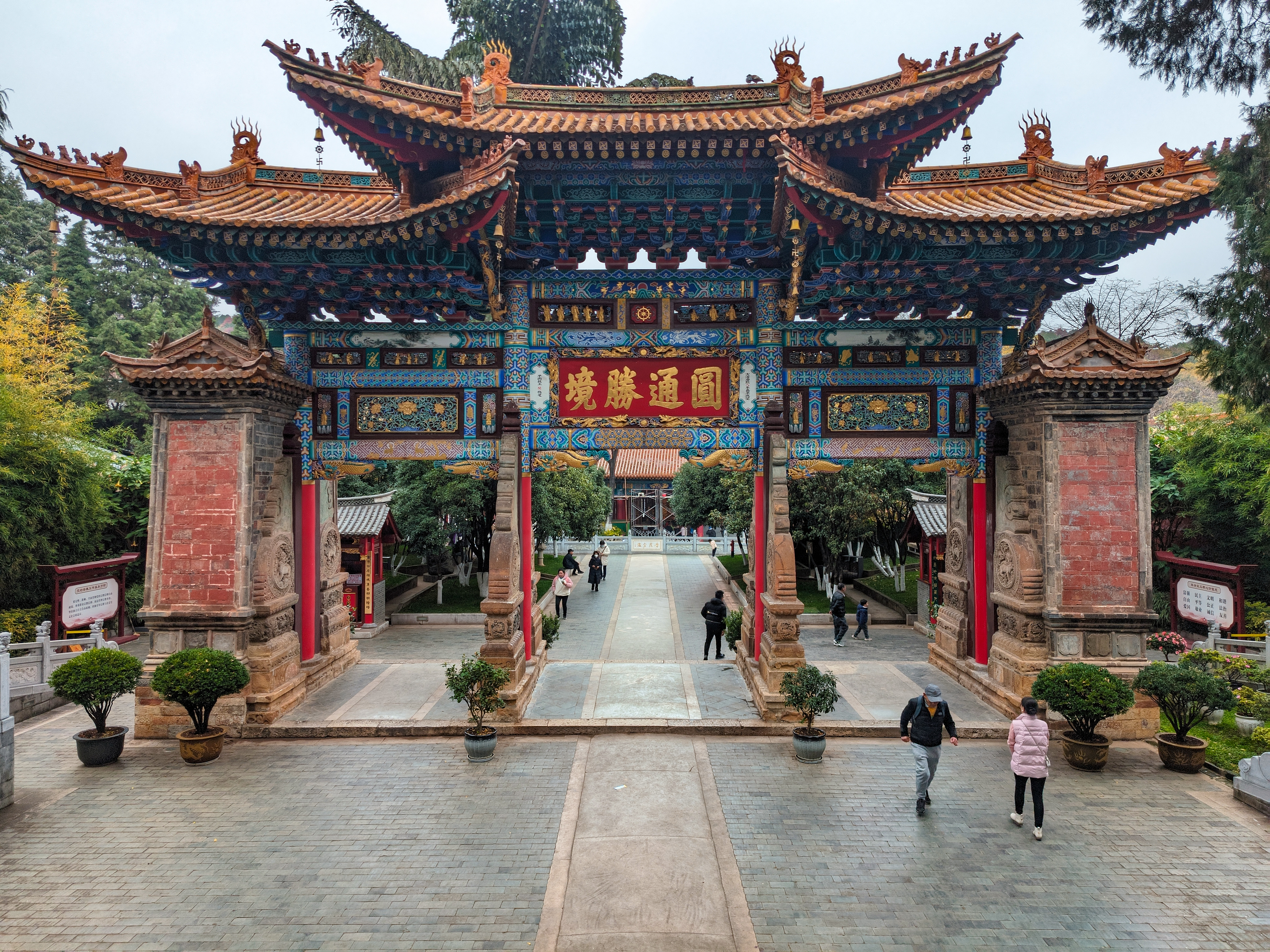
圆通胜境坊
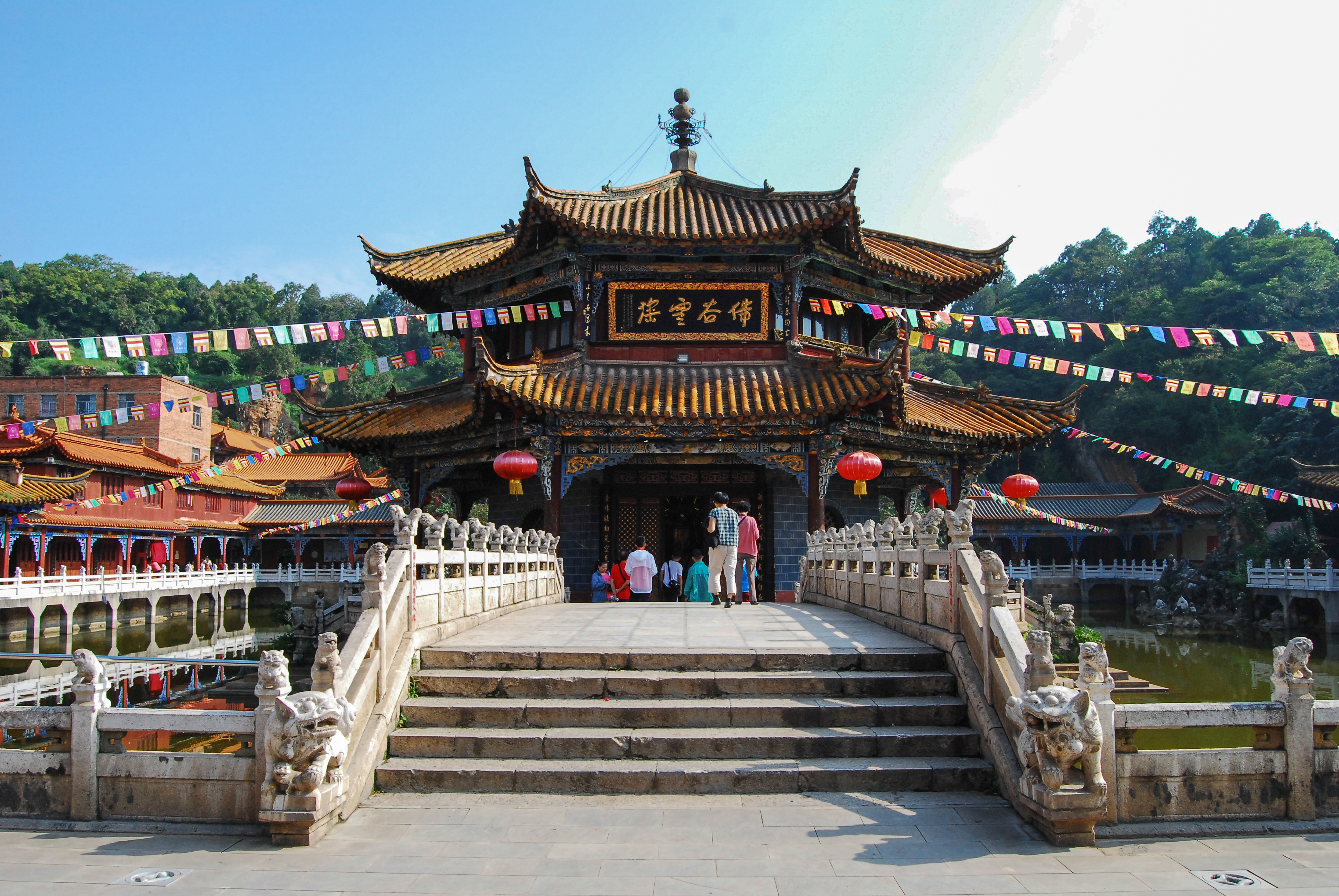
八角亭
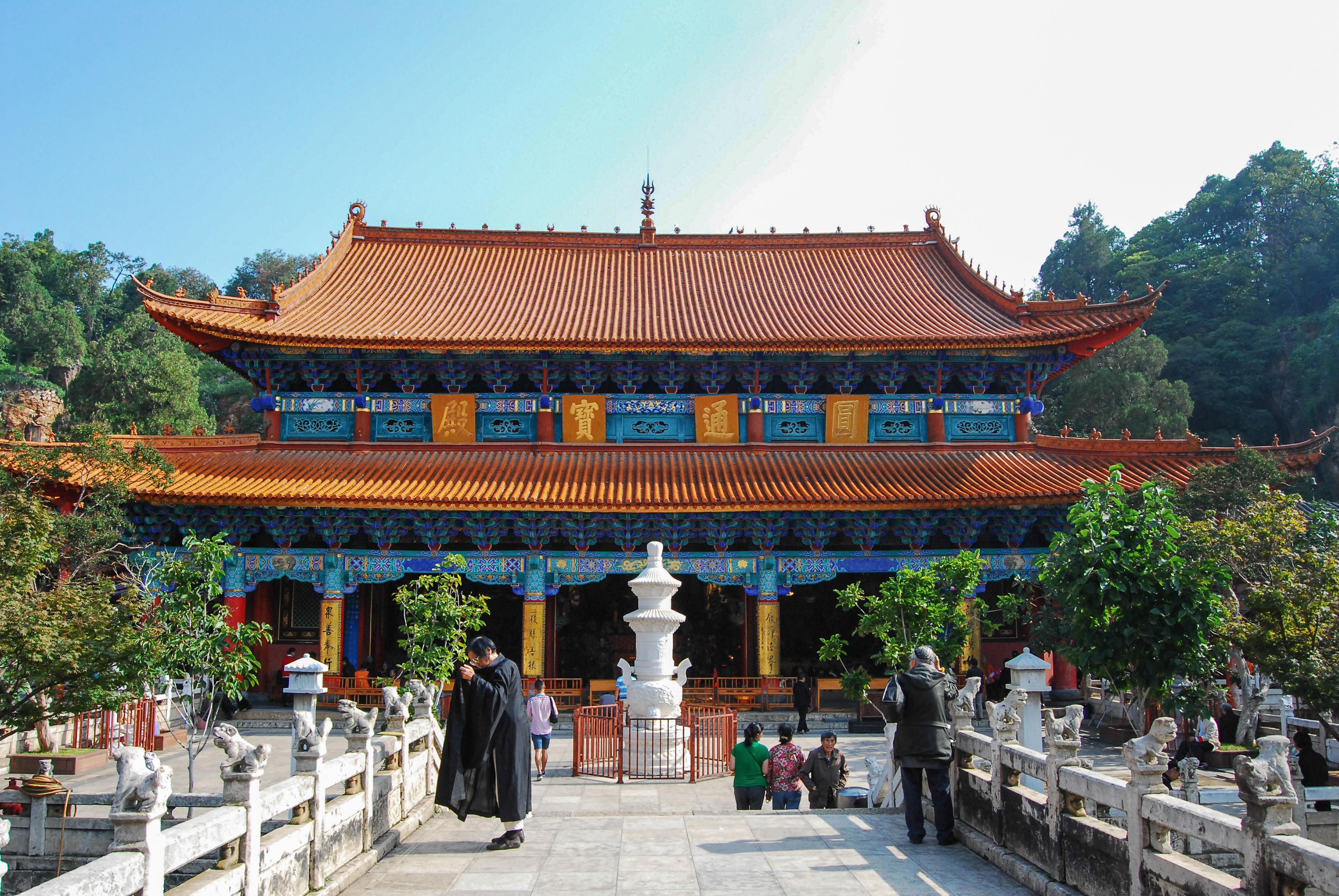
圆通宝殿
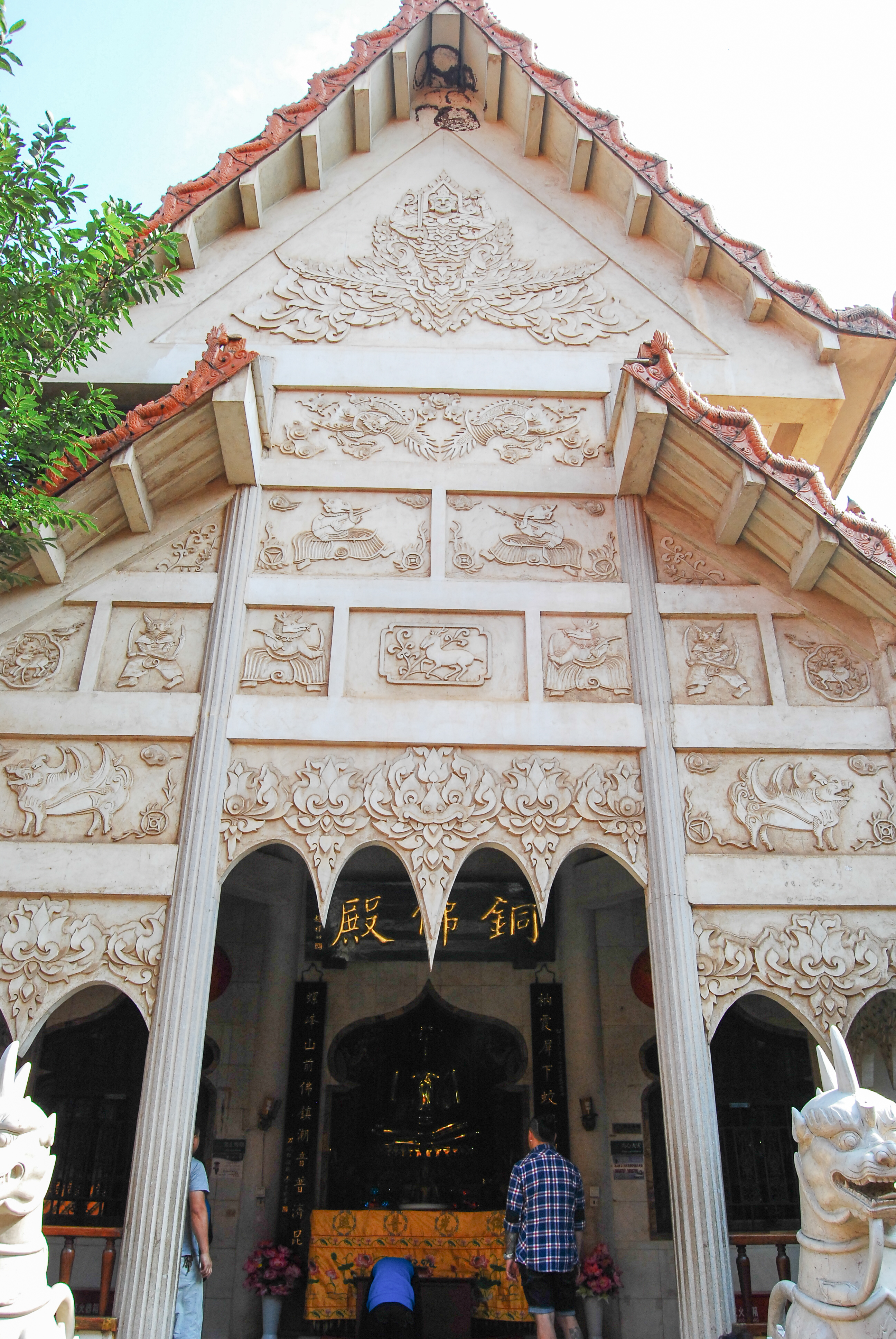
铜佛殿
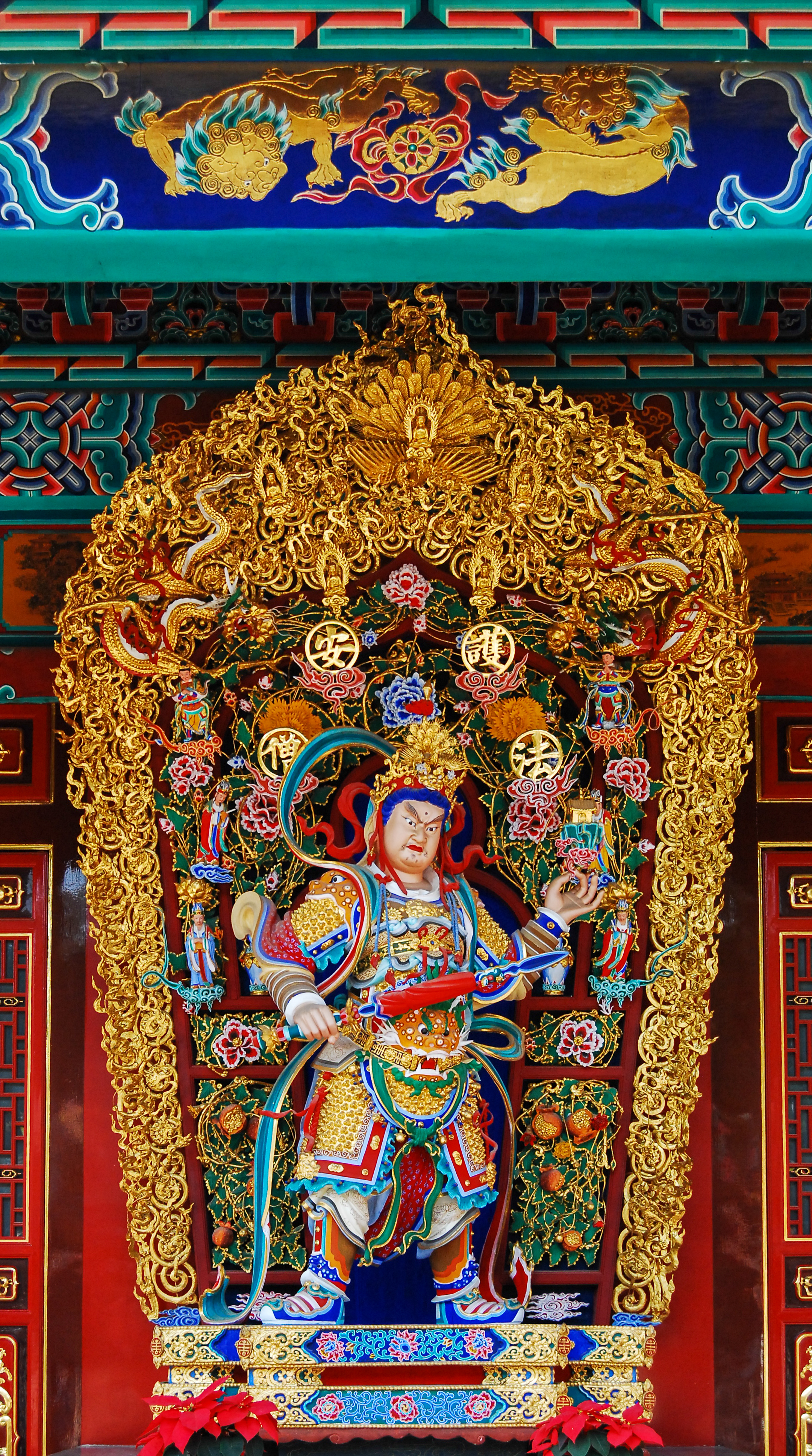
韦陀像